# ایووین آیوی
ایووین آیوی (انگلیسی: Eowyn Ivey؛ زادهٔ ۱ ژانویهٔ ۱۹۷۳) رمان‌نویس اهل ایالات متحده آمریکا است. آیوی دانش‌آموخته دانشگاه غربی واشینگتن و مشهورترین اثر وی کتابی است تحت عنوان دختر برفی